# リズモー
リズモー（リズモアとも表記する、英語：Lismore）はオーストラリア連邦ニューサウスウェールズ州北東部に位置する都市である。市名はスコットランド西部のリズモー島に由来する。

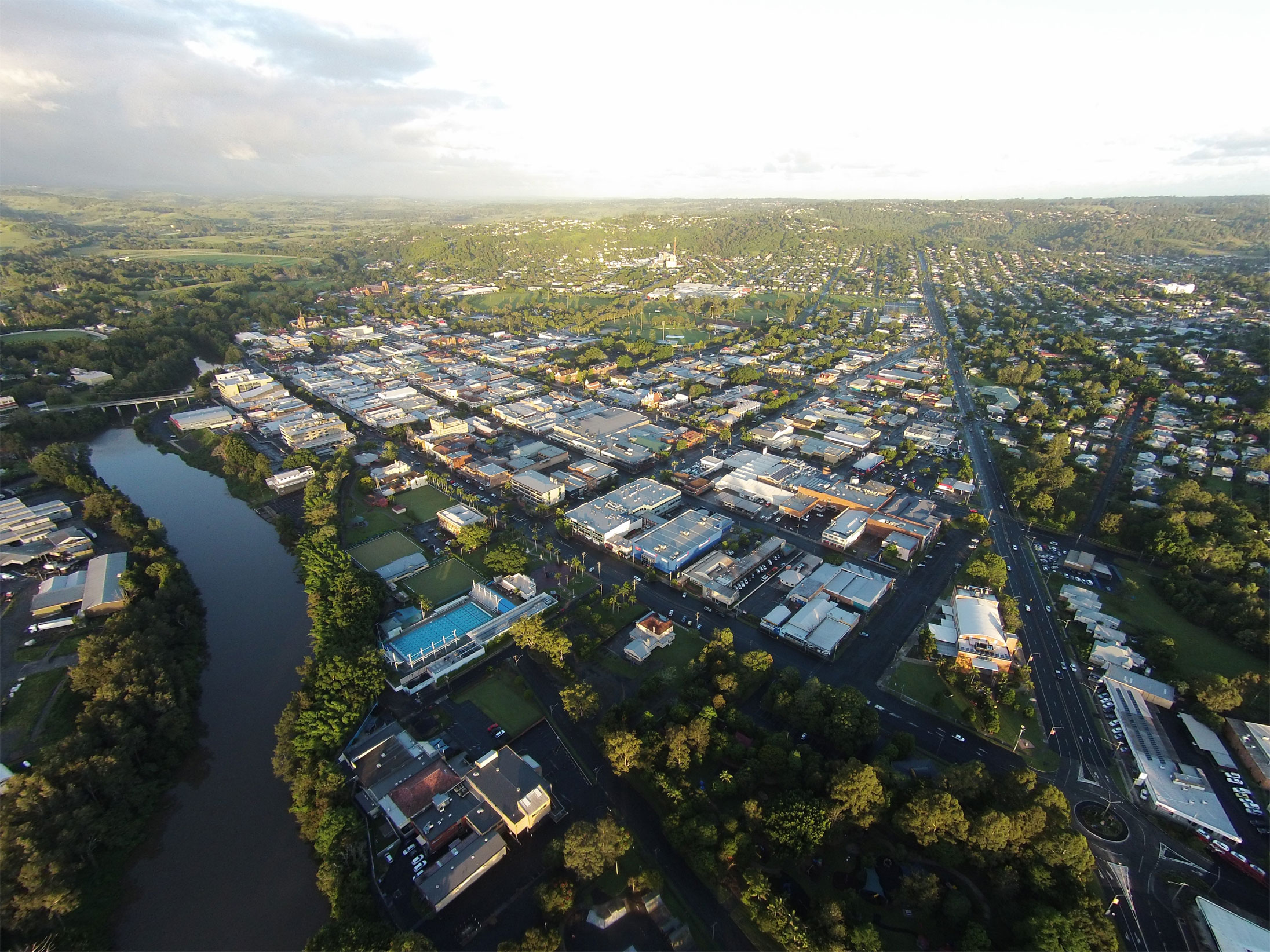
リズモーの中心市街地

## 地理

### 位置
リズモーはニューサウスウェールズ州の最北部、30kmほど内陸に入ったリッチモンド川流域に位置する。海岸には、バイロンベイ、バリナといったビーチリゾートがある。
シドニーよりクイーンズランド州のブリスベンやゴールドコーストに近い。

### 気候
気候は亜熱帯性である。

### 住民
- 民族構成 イギリス系、ニュージーランド系、イタリア系の移民が多い

## 歴史

### 沿革
- 19世紀中葉から白人の入植が始まり、リッチモンド川の水運を利用し周辺酪農農家のマーケット・タウンとして発展した。
- 第二次世界大戦後の1946年に市となる。
- 1954年には英連邦元首エリザベス2世が訪問している。
- 1963年、リズモー出身のカトリック神父の斡旋で日豪間では初めて奈良県大和高田市と姉妹都市提携した。
- 2023年、奈良県大和高田市と姉妹都市を結んで60周年記念となる。

## 交通
- リズモーに旅客鉄道はない。東海岸の鉄道幹線であるノース・コースト線は約30km西のカシノを通る。

- 高速バスでバイロンベイ、ゴールドコースト、ブリズベンなどと結ばれている。幹線道路のパシフィック・ハイウェイが約30km東の海岸寄りを通っている。

## 対外関係

### 姉妹都市・提携都市
- 大和高田市（日本国 近畿地方 奈良県）
- オークレア（アメリカ合衆国 ウィスコンシン州）
- リズモア（アイルランド共和国 マンスター地方 ウォーターフォード県）

## 経済
近年酪農業は衰退気味だが、亜熱帯雨林ツアーで有名な観光都市、またサザンクロス大学を有する学園都市として変貌を遂げている。

## 教育

### 大学
- サザンクロス大学

## 出身関連著名人
- ペトリア・トーマス、女子競泳選手
- マイア・ミッチェル、女優
- ザカリー・パートン、騎手